# Deltocephalus eurylobus
Deltocephalus eurylobus är en insektsart som beskrevs av Carl Ludwig Kirschbaum 1868. Deltocephalus eurylobus ingår i släktet Deltocephalus och familjen dvärgstritar. Inga underarter finns listade i Catalogue of Life.